# Mundo Alternante
Mundo Alternante (Worlds of the Imperium, no original em inglês) é um romance de ficção científica escrito por Keith Laumer e lançado em 1962, publicado em Portugal pela Colecção Argonauta com o número 149.

## Sinopse
Brion Bayard, diplomata estadunidense em Estocolmo, é sequestrado pela tripulação de um aparelho que se desloca através de universos paralelos. Sua surpresa aumenta ao chegar ao destino, não somente porque se vê numa Terra paralela onde um poderoso e benevolente Império Anglo-Germânico é a principal potência mundial, mas pelo fa(c)to de que ele, Bayard, é a grande esperança do Império para dar cabo de um inimigo insidioso e cruel.

## Temas
Diferentemente da maioria das obras de ficção científica, onde um viajante da nossa realidade parte para explorar o infinito dos universos paralelos, no livro de Laumer uma Terra paralela desenvolveu um método de viajar entre os "mundos alternantes" através da Teia, "o complexo de linhas alternativas que constituem a matriz de toda a realidade simultânea" (p. 19). Todavia, desenvolver o método é tão perigosamente instável, que os exploradores da Teia logo descobrem que em milhares de realidades paralelas às suas o pior aconteceu e não somente a humanidade – mas a própria Terra, nos casos mais drásticos – foi destruída. A esse conjunto de realidades arruinadas foi dado o nome de "Deserto", mas, como em todo bom deserto, os exploradores descobrem alguns "oásis". Um deles, a nossa própria realidade; e, outro, uma realidade intermediária onde soldados sobreviventes de uma guerra nuclear parecem ter descoberto o caminho para o rico butim da Terra imperial. E, ao contrário dos cavalheiros anglo-germânicos, eles possuem armas atômicas.
Worlds of the Imperium lida ainda com a ideia fascinante de se encontrar os "duplos" de pessoas célebres em outras realidades. A curiosidade aí é sobre o destino – e o caráter – de tais personalidades. Bayard, por exemplo, que lutou na II Guerra Mundial, depara-se com o Hermann Goering "paralelo". Na Terra imperial, contudo, Goering não é um Reichsmarchall de Hitler, mas apenas, como ele próprio se define com bonomia, "o pobre gorducho do Hermann".